# Ониго
Ониго је насеље у Италији у округу Тревизо, региону Венето.
Према процени из 2011. у насељу је живело 1991 становника. Насеље се налази на надморској висини од 172 м.